# Lagonda Rapide

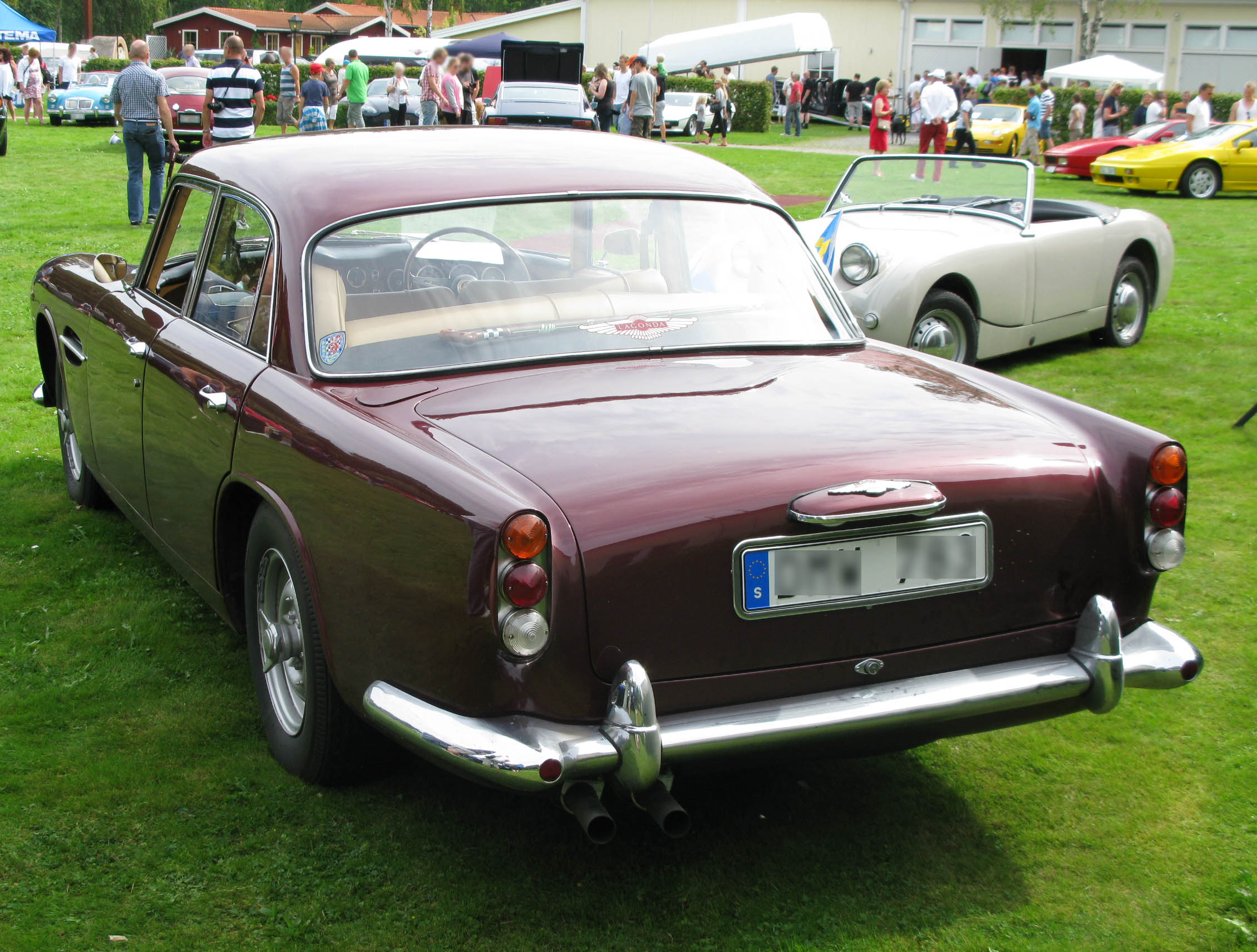
Lagonda Rapide de 1964

El Lagonda Rapide es un lujoso automóvil gran turismo británico de cuatro puertas construido a mano por Aston Martin-Lagonda, que se fabricó desde 1961 hasta 1964.

## Descripción
Basado en el Aston Martin DB4, fue el intento de David Brown de revivir la marca Lagonda, que había comprado en 1948 y que no se usaba desde que sus modelos con motor de 3.0 litros de la década de 1950 dejaron de producirse en 1958. Marcó un renacimiento del nombre del modelo "Rapide", que había sido usado por Lagonda durante la década de 1930. El automóvil fue diseñado por Carrozzeria Touring y presentaba un estilo de la parte trasera similar al convertible DB4, y una parrilla Lagonda adaptada similar a la del Ford Edsel.

## Especificaciones

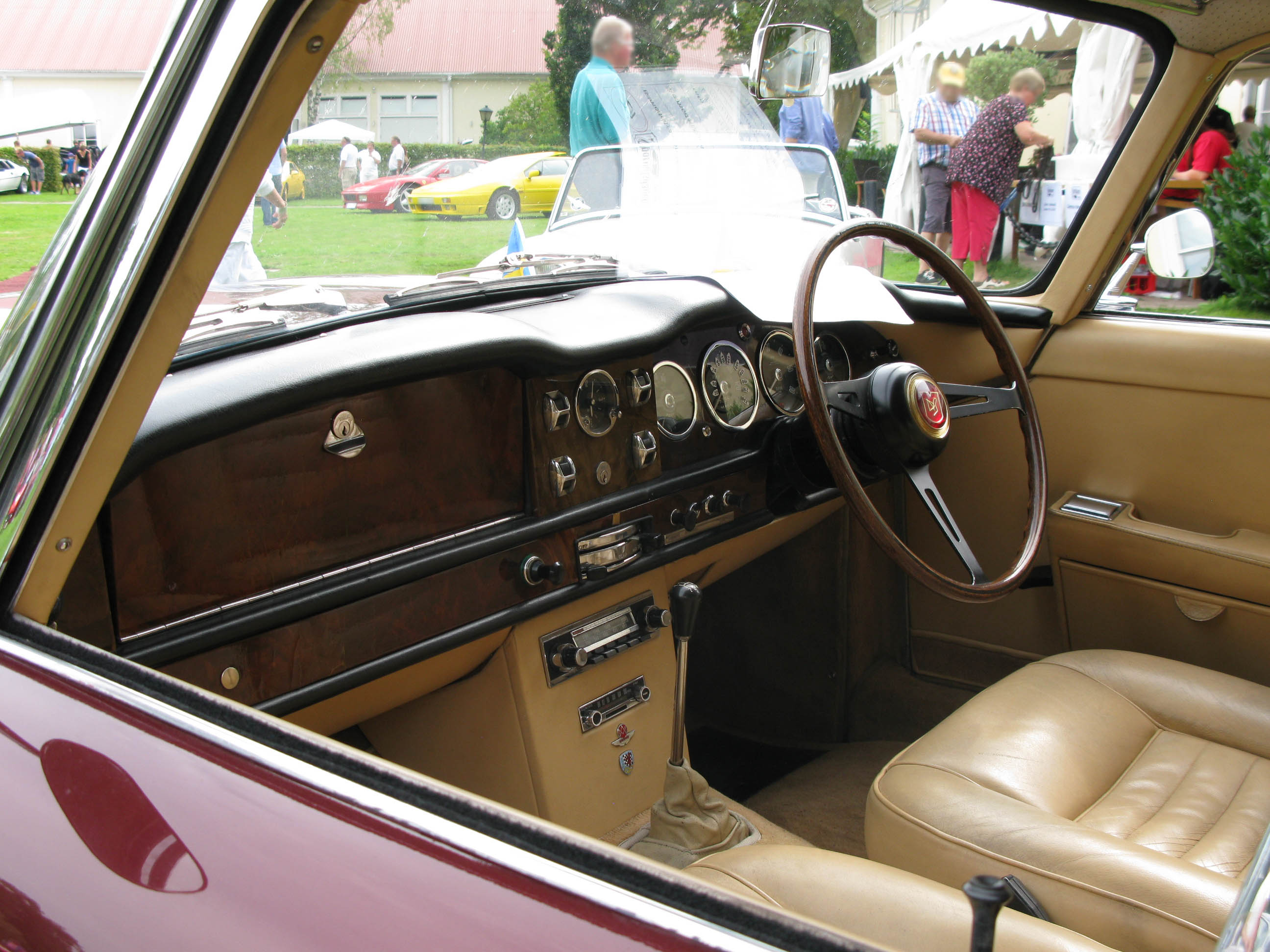
Salpicadero del Lagonda Rapide de 1964

El Rapide usa un motor de seis cilindros en línea de 4.0 L con árbol de levas en cabeza, que luego se usaría en el Aston Martin DB5. Otras características nuevas incluyeron una suspensión trasera con eje De Dion, que más adelante se introduciría en el Aston Martin DBS.
El automóvil tenía frenos de disco servoasistidos y de doble circuito en las cuatro ruedas, y la mayoría de los automóviles se suministraron con una caja de cambios automática BorgWarner de 3 velocidades. Los paneles exteriores de la carrocería se construyeron con aleación de aluminio sobre un marco de acero tubular Superleggera. Todos los coches, excepto el prototipo, tenían sus carrocerías construidas por Lagonda. El interior estaba tapizado en cuero y tenía un salpicadero de madera de raíz de nogal.

## Producción
El automóvil fue construido a mano solo bajo pedido, con un precio base de 4950 libras. Se produjeron 55, de los cuales se conservan 48.

## "Shooting brake"
Uno de los Rapide fue convertido en un Shooting Brake en 2005/2006 por Carrosserie Company Ltd. de Barnard Castle, Inglaterra.

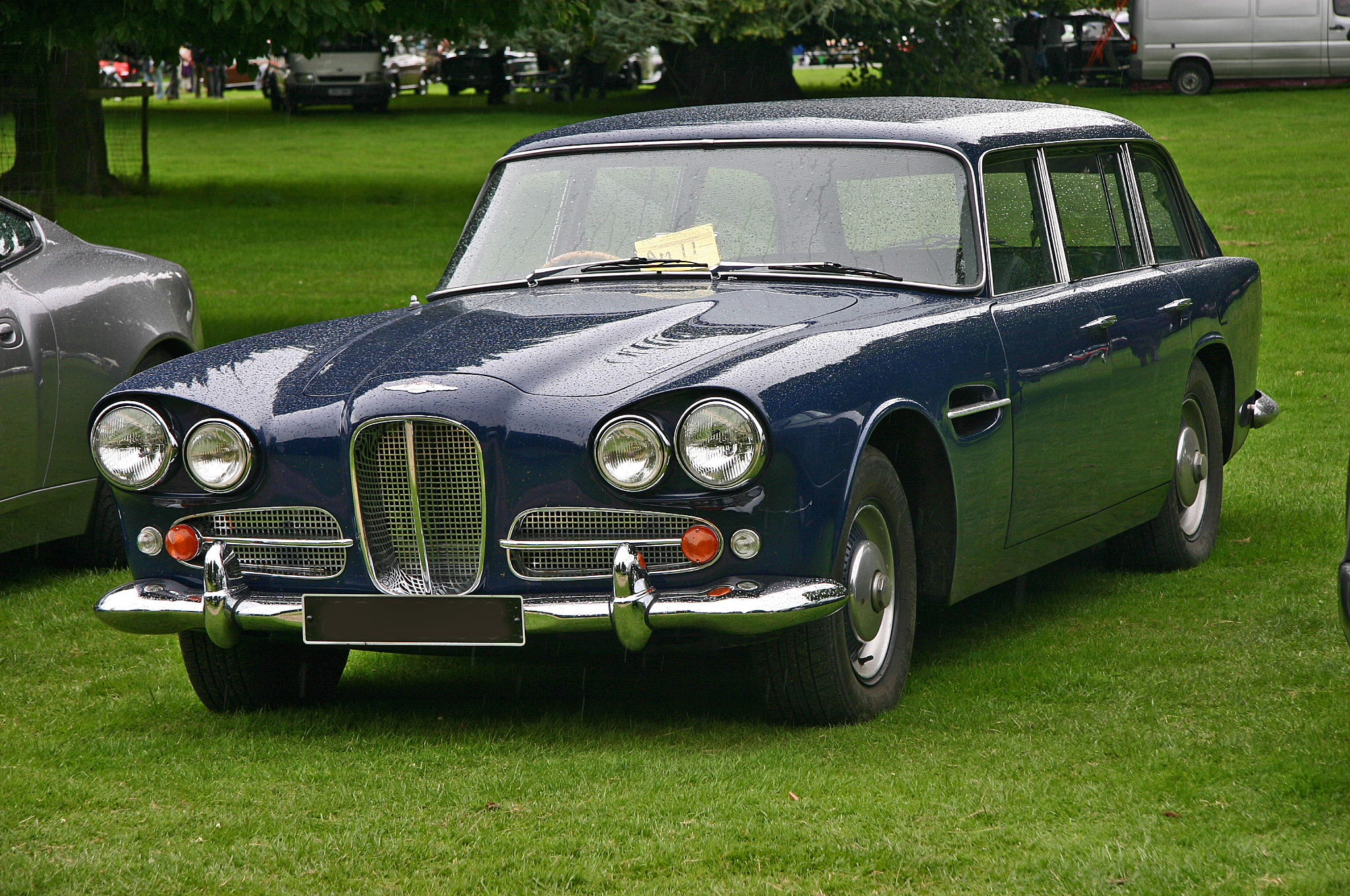
Lagonda Rapide Shooting Brake (frontal)
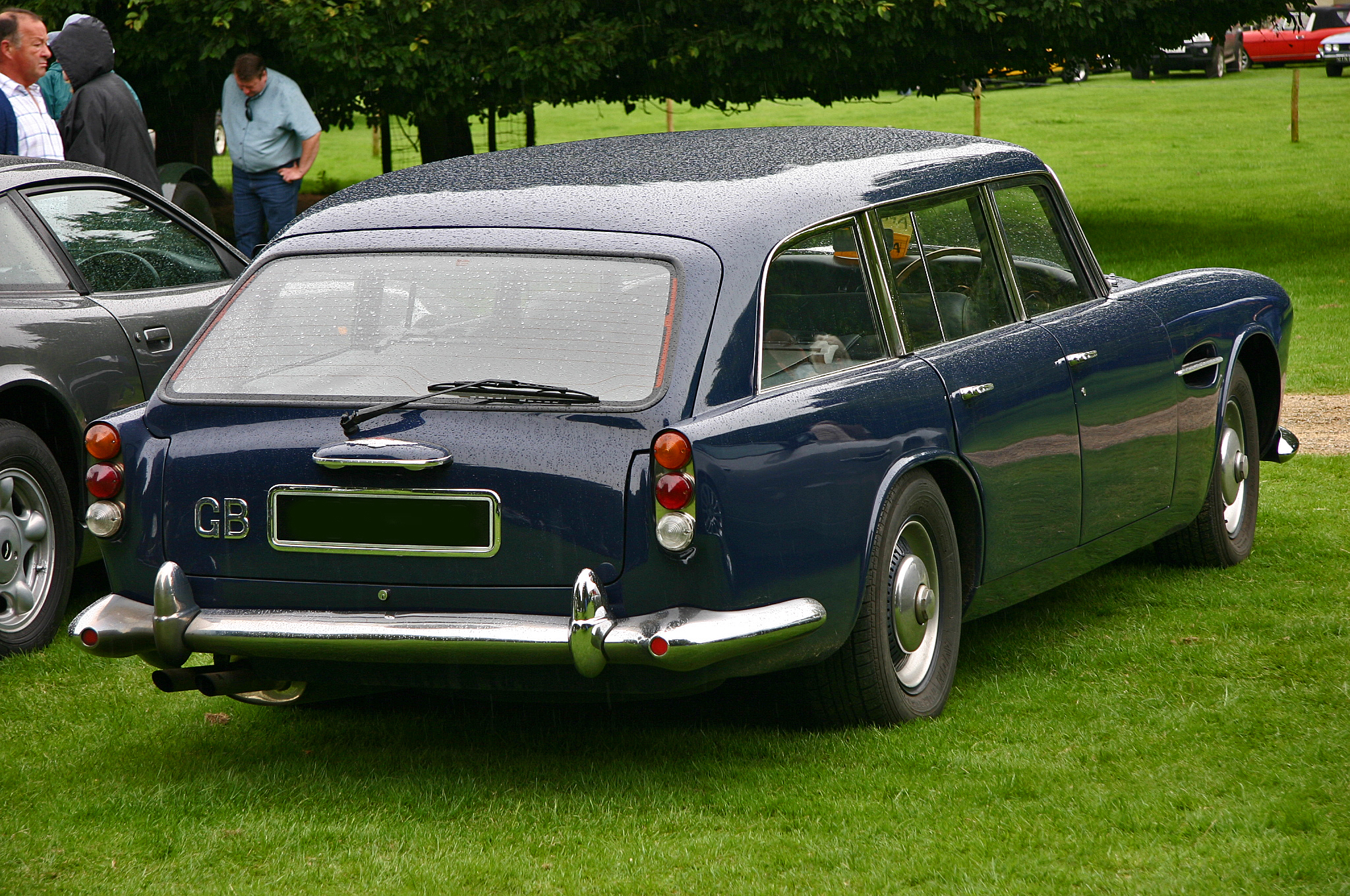
Lagonda Rapide Shooting Brake (trasera)